# 谷物大厅 (图卢兹)

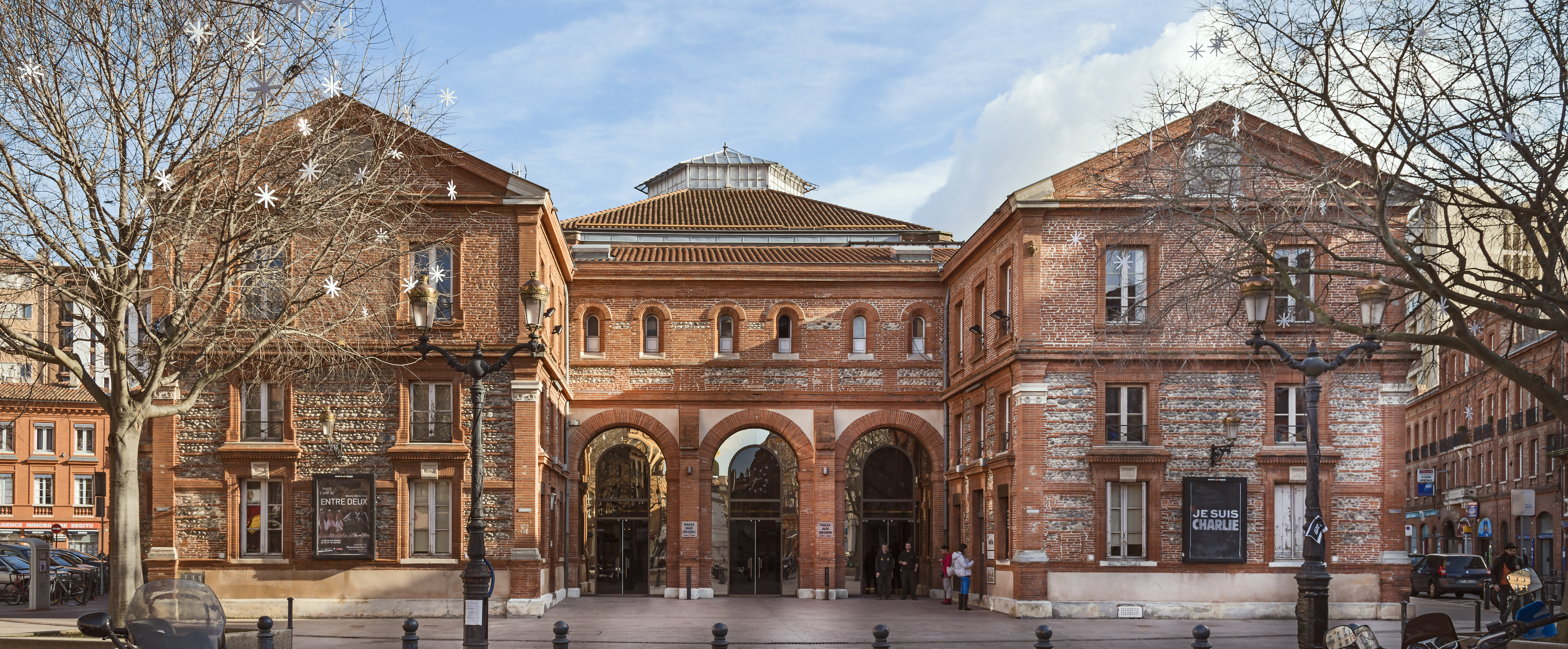

谷物大厅(法語：Halle aux Grains)是一个交响乐音乐厅，位于图卢兹市中心圣奥宾区（Saint-Aubin）南端的杜普伊广场（Place Dupuy），距离米迪运河仅几步之遥，位于“玫瑰城”的中心。它是图卢兹市政厅管弦乐团(Orchestre national du Capitole de Toulouse)的所在地。谷物大厅与市政厅剧院相连，是图卢兹的主要音乐场所之一。它以其独特的声学而闻名，以其六边形建筑而闻名，所有的建筑都是红砖和鹅卵石。
上加龙战士纪念碑（Monument aux combattants de la Haute-Garonne）位于弗朗索瓦·威尔迪尔林荫道（Allées François-Verdier）、拉扎尔·卡诺大道（boulevard Lazare-Carnot）和梅斯街（rue de Metz）的交界处，就在附近。自图卢兹地铁B线开通以来，谷物大厅由弗朗索瓦·威尔迪尔地铁站提供服务。

## 历史
谷物大厅建于1861年，由建筑师安德烈·德纳特（André Denat）设计，以容纳运往圣索维尔港（port Saint-Sauveur）的谷物，直到20世纪40年代，它一直是一个有盖的谷物市场。1930年代，通过米迪运河的贸易开始减少。1952年，这里建起了看台，原来的市场被各种各样的表演所取代，包括摇滚音乐会、综艺节目、马戏团和拳击比赛。1974年以来，它独特的声学使它成为由米歇尔·普拉松领导的市政厅管弦乐团的地标性建筑，可以容纳2200人欣赏管弦乐队的表演。该管弦乐团负责音乐厅的交响乐季，演奏巴赫、贝多芬、勃拉姆斯、德彪西、格什温、马勒、莫扎特和斯特拉文斯基。2000年，图卢兹谷物大厅翻新，以获得更好的公众欢迎。 在1988年和2000年，市政厅改善了建筑的景观、声学和无障碍性。今天，它以其音质而闻名。

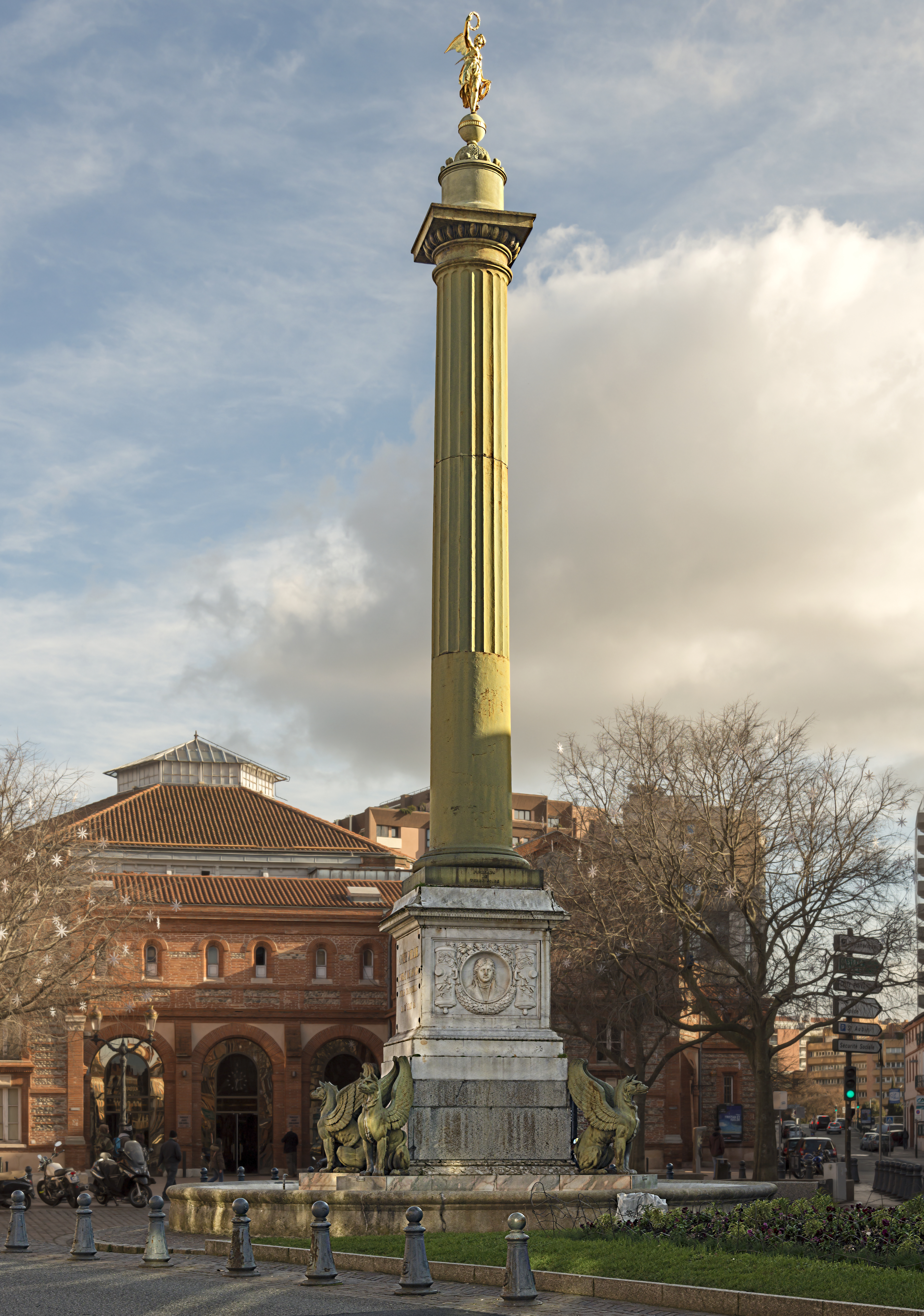
谷物大厅和杜普伊圆柱

2008年2月13日和2016年2月24日，古典音乐颁奖典礼（Victoires de la musique classique）在这座建筑举行。